# The Red Record
La The Red Record è stata una casa discografica italiana, attiva alla fine degli anni '50.

## Storia
Venne fondata a Milano verso la metà degli anni '50; la sede venne presto spostata a Pero. Il direttore artistico dell'etichetta era il maestro Eros Sciorilli.
Tra gli artisti che scoprì e lanciò, i più noti sono Fausto Leali (che usava in questo periodo lo pseudonimo Fausto Denis) e Lara Saint Paul, che a inizio carriera usava lo pseudonimo Tanya; tra gli altri cantanti della Red Record vi fu Wera Nepy.
Oltre ai dischi di vinile, l'etichetta si occupò anche di produrre e distribuire i flexy-disc che venivano allegati alla rivista musicale Il Musichiere, nata sull'onda dell'omonima trasmissione.
Spesso, per accordi con altre case discografiche, venivano stampate canzoni che erano già state edite da altre etichette: in alcuni casi, però, vennero pubblicate canzoni inedite (è questo il caso, ad esempio, dei due flexy realizzati da Giorgio Gaber ed Enzo Jannacci con la denominazione I Due Corsari.
L'etichetta realizzò inoltre anche alcuni flexy-disc per scopi pubblicitari (come ad esempio When, cantata da Gaber, che pubblicizzava alcuni grandi magazzini).
Con la chiusura della rivista, l'etichetta proseguì l'attività per qualche anno, per poi chiudere nella prima metà degli anni '60.

## Dischi
La datazione qui riportata si basa sull'etichetta del disco o sulla copertina; qualora nessuno di questi elementi abbia una datazione, è basata sulla numerazione del catalogo; talora è, infine, basata sul codice della matrice di stampa. Se esistenti, sono riportati, oltre all'anno, il mese e il giorno (quest'ultimo dato si trova, a volte, stampato sul vinile).

### 45 giri
| Numero di catalogo | Numero della rivista a cui allegato | Interprete                                                        | Titolo                                                                      |
| ------------------ | ----------------------------------- | ----------------------------------------------------------------- | --------------------------------------------------------------------------- |
| 10002              | 1960                                | Lia Scutari                                                       | Rossetto sul colletto/Così me ne andrò                                      |
| 10003              | 1960                                | Lia Scutari                                                       | Adonis/Voglio dormire                                                       |
| 10004              | 1959                                | Pino Vinci con il complesso di Piero Pizzigoni                    | Tuttifrutti/Il tuo bacio è come un rock                                     |
| 10006              | 1959                                | Giustino Durano                                                   | Teddy Boy/Odio                                                              |
| 10007              | 1960                                | Lia Scutari                                                       | Notte mia/Amore senza sole                                                  |
| 10008              | 1960                                | Pino Vinci con Piero Pizzigoni & His Luniks                       | Libero/Colpevole                                                            |
| 10009              | 1960                                | Pino Vinci                                                        | Romantica/"A" come amore                                                    |
| 10011              | 1960                                | Marco Manni                                                       | Perderti/Quando vien la sera                                                |
| 10012              | 1960                                | Piero Polidori                                                    | Ho chiuso con l'amore/Impazzire d'amore                                     |
| 10014              | 1960                                | Don Marino Barreto and his Cuban Orchestra                        | Teresa pela le patate/Calypso Chua                                          |
| 10016              | 1960                                | Pino Vinci & i Disperati                                          | I'm a rocker/Hey! nonnino                                                   |
| 10017              | 1960                                | Don Marino Barreto and his Cuban Orchestra                        | El Mamboleo/El Guapachà                                                     |
| 10018              | 1960                                | Pino Vinci & i Disperati                                          | Addormentarmi così/In cerca di te                                           |
| 10019              | 1960                                | Pino Vinci & i Disperati                                          | Impazzire d'amore/Giurami                                                   |
| 10020              | 1960                                | Lia Scutari                                                       | L'ombra/Quando i grilli cantano                                             |
| 10021              | 1960                                | Lia Scutari                                                       | Till/Non pensiamoci                                                         |
| 10023              | 1960                                | Lia Scutari                                                       | Dolcemente/Briciole di baci                                                 |
| 10032              | 11-1959                             | i Red Vocalist                                                    | Astro del ciel/Bianco Natale                                                |
| 10036              | 1960                                | Peter and his Boys of Texas                                       | Swanee River/Carry me back to old Virginy                                   |
| 10039              | 1960                                | Gianni Zilioli e gli "Allegri Panci"                              | Ciribiribin/Danubio Blu                                                     |
| 10040              | 1960                                | Gianni Zilioli e gli "Allegri Panci"                              | Sangue Viennese/La biondina in gondoleta                                    |
| 10050              | 1960                                | Nando Monika e gli "Allegri Compari"                              | Alla moda/Piemonte bello                                                    |
| 10053              | 1960                                | Nando Monika e gli "Allegri Compari"                              | Lina/Parma bella                                                            |
| 10054              | 1960                                | Nando Monika e gli "Allegri Compari"                              | Orchestrina del miio paese/Charlot pompiere                                 |
| 10057              | 1960                                | Mara Del Rio /Orchestra Franco Mojoli                             | 'E strade d' 'a città/Tippe Tippe Tippe Tà                                  |
| 10058              | 1960                                | Los Picadores                                                     | Juana/Red Swing                                                             |
| 10059              | 1960                                | Mara Del Rio                                                      | Senza di te/Ascoltami                                                       |
| 10060              | 1960                                | Mara Del Rio / Ambra Massimo                                      | Con te felicità/Hello!...Hello!...                                          |
| 10061              | 1960                                | Wera Nepy                                                         | All'estremo/Simpatico autunno                                               |
| 10065              | 1969                                | Don Marino Barreto                                                | Tango cubano/Guajeo en cha cha cha                                          |
| 10066              | 1960                                | Pino Vinci & i Disperati                                          | Pupetta rock/Sembra incredibile                                             |
| 10067              | 1960                                | Lia Scutari                                                       | E' ritornato il sole/Scandalo al sole                                       |
| 10069              | 1960                                | Mara Del Rio                                                      | Non piove più/Scriverò                                                      |
| 10071              | 1961                                | Pino Vinci con il complesso di Pier Emilio Bassi                  | Il cielo piange/King of rock                                                |
| 10072              | 1961                                | Lia Scutari                                                       | Tu sei simile a me/Faro di Bahia                                            |
| 10072              | 1961                                | Wera Nepy                                                         | Gitano/Pregherò finché non tornerai                                         |
| 10074              | 1961                                | Wera Nepy                                                         | Portami a Roma/La mia ferita                                                |
| 10076              | 1961                                | Wera Nepy                                                         | Sempre sempre sempre/Per l'ultima volta                                     |
| 10083              | 1961                                | Nando Monika                                                      | Oh! Rosy/Marina                                                             |
| 10087              | 1961                                | Nando Monika                                                      | Piccola Butterfly-Tango del mare/Pentimento                                 |
| 10092              | 1961                                | Franco Franchi                                                    | La mia città/Diavolo                                                        |
| 10093              | 1961                                | Franco Franchi                                                    | Un capitolo/La mia ragazza                                                  |
| 10105              | 1961                                | Tony Martucci                                                     | Le avventure di Capitan Timone: Bonaccia sul Pacifico/La balena rossa e blu |
| 10106              | 1961                                | Tony Martucci                                                     | Le avventure di Capitan Timone: Dove sono le Filippine/Il faro fantasma     |
| 10107              | 1961                                | Tony Martucci                                                     | Le avventure di Capitan Timone: La battaglia sul Kanegatt/Buco a babordo    |
| 10108              | 1961                                | Tony Martucci                                                     | Il pappagallo: La bugia/Il sonno                                            |
| 10109              | 1961                                | Tony Martucci                                                     | Il pappagallo: La scuola/La paura                                           |
| 10110              | 1961                                | Tony Martucci                                                     | Il pappagallo: Lo scherzo/La promessa                                       |
| 10111              | 1961                                | Lia Scutari                                                       | Notte d'estate/Jolie chanson                                                |
| 10112              | 1961                                | I Filosofi                                                        | Pretty eyed baby/Semaforo rosso                                             |
| 10113              | 1961                                | I Filosofi                                                        | Un treno nel blu/Cara piccina                                               |
| 10117              | 1961                                | Gianni Fallabrino e la sua orchestra                              | Signora illusione/Parlami d'amore Mariù                                     |
| 10118              | 1961                                | Gianni Fallabrino e la sua orchestra                              | Portami tante rose/Fumo negli occhi                                         |
| 10126              | 1961                                | Lia Scutari                                                       | Convegno/Sogni colorati                                                     |
| 10127              | 1961                                | Emy Orlando                                                       | Testa rossa/Un tango cha cha cha                                            |
| 10128              | 1961                                | Franco Franchi                                                    | Qui/Un fuoco spento                                                         |
| 10129              | 1961                                | Patrizia Casella / Giorgio Santi con AnnaMaria e Isabella Maranta | Al castello di Barbablù/Vorrei volare                                       |
| 10135              | 1961                                | Emy Orlando                                                       | Pericolo blu/Matto per il ballo                                             |
| 10137              | 1961                                | Nando Monika e la sua fisa elettronika                            | Milord/Good Bye - Hasta la vista                                            |
| 10141              | 1961                                | Pino Vinci & i Disperati / complesso di Pier Emilio Bassi         | Pupetta rock/Il cielo piange                                                |
| 10146              | 1961                                | Lucrezia Sari                                                     | Concerto d'autunno/Amore a Palma di Majorca                                 |
| 10147              | 1961                                | Paolo Martino                                                     | Notturno/Andalusia                                                          |
| 10152              | 1961                                | Nino Soprano                                                      | Dimme/Ricuordate                                                            |
| 10154              | 1961                                | Mike Fusaro                                                       | Alluntanate/E' notte                                                        |
| 10155              | 1961                                | Mike Fusaro                                                       | Dimmelo tu, o luna/Licola                                                   |
| 10156              | 1961                                | Franco Franchi                                                    | Un capitolo/La mia città                                                    |
| 10157              | 1961                                | Nino Soprano                                                      | Scetate/Solo per un'estate                                                  |
| 10158              | 1961                                | Tanya                                                             | Hobby/Tu che m'hai preso il cuor                                            |
| 10159              | 1961                                | Emy Orlando                                                       | Ho fretta/Ti voglio tanto bene                                              |
| 10160              | 1961                                | Fausto Denis                                                      | Amarti così/Lo squilibrato                                                  |
| 10161              | 1961                                | I Filosofi                                                        | La pizza/...ma il toro non sbagliò                                          |
| 10164              | 1961                                | Alfred Scholz e la sua Orchestra                                  | Vision bleu/Tempi passati                                                   |
| 10179              | 1961                                | Annamaria e Isabella Maranta                                      | Cestini e grembiulini/Pesciolino rosso                                      |
| 10173              | 1961                                | Luciano Guerreschi                                                | Girotondo col mio mondo/Piccolo indiano                                     |
| 10174              | 1961                                | Tanya                                                             | Miracolo/Tu puoi                                                            |
| 10176              | 1961                                | Jerry e i “Puyell Diluvians”                                      | L'anellino/Vercingetorige                                                   |
| 10177              | 1962                                | Tanya                                                             | I colori della felicità/Il nostro amore                                     |
| 10178              | 1962                                | Jerry e i “Puyell Diluvians”                                      | La cavalcata/Lassù...(Annamaria)                                            |
| 10189              | 1962                                | Jerry e i "Milanisti"                                             | Milan Twist/Rivera Cha-cha-cha)                                             |
| 10195              | 1962                                | Fiorenzo Batacchi                                                 | La pipa/Una striscia di nuvole                                              |
| 10198              | 1962                                | Pino Vinci e i Disperati                                          | Annabelle/Soli per il mondo                                                 |
| 10198              | 1962                                | Paola Neri                                                        | Te olvidarè/Labbra                                                          |
| 10202              | 1962                                | Pino Vinci & The Summer Boys / Tanya                              | Twist calabrese/Un colpo di fulmine                                         |
| 10206              | 1962                                | Paolo Martino e i Filosofi                                        | Ici madison/Retiens la nuit                                                 |
| 10207              | 1962                                | Paolo Martino                                                     | Melodia di sax/Sax model                                                    |
| 10208              | 1962                                | Pino Vinci e i Disperati                                          | Speedy Gonzales/Non sapevo                                                  |
| 10209              | 1962                                | Bruno Pallesi                                                     | Napoletana/Mister Conniff                                                   |
| 10210              | 1962                                | Paola Neri                                                        | Chariot/Ho perso te                                                         |
| 10211              | 1962                                | Tanya                                                             | Un colpo di fulmine/Calypso twist                                           |
| 10212              | 1962                                | Raoul Pisani                                                      | La colpa/Anita                                                              |
| 10213              | 1962                                | Raoul Pisani                                                      | La escalera/Era un mercoledì                                                |
| 10214              | 1963                                | Marco Manni                                                       | Nirelle/Cocca mia                                                           |
| 10215              | 1963                                | Henry Marrese                                                     | Tristezze/La stessa notte                                                   |
| 10216              | 1963                                | Bruno Pallesi                                                     | Perché/Gli amanti di Teruel                                                 |
| 10217              | 1963                                | Tanya                                                             | Un colpo di fulmine/Blues night                                             |
| 10218              | 1963                                | Paolo Martino e i Filosofi / Roberto Rangone                      | Du Du Du - Da Da/Lasciami nel mio dolore                                    |
| 10219              | 1963                                | Bruno Pallesi                                                     | Non sapevo/Amor, mon amour, my love                                         |
| 10220              | 1963                                | Paolo Martino e i Filosofi                                        | Cattolica, Gabicce/Ici madison                                              |
|                    |                                     |                                                                   |                                                                             |
| SPB                |                                     |                                                                   |                                                                             |
| 0013               |                                     | Nando Monika                                                      | Uragano tango/Western tango                                                 |
| 0041               |                                     | Gianni Zilioli                                                    | La doccia/Tesoro mio                                                        |
| 0053               |                                     | Nando Monika                                                      | Lina/Parma bella                                                            |
| 0077               |                                     | Nando Monika                                                      | Uragano/Western tango                                                       |
| 0078               |                                     | Nando Monika                                                      |                                                                             |
| 0084               |                                     | Nando Monika                                                      |                                                                             |
| 0139               |                                     | Nando e la sua fisa                                               |                                                                             |
| 0142               |                                     | Franco Grassi                                                     |                                                                             |
| 0148               |                                     | Franco Grassi                                                     | Misterioso tango/Ricordati                                                  |
| 0149               |                                     | Franco Grassi                                                     | Tango dell'amore/Arcobaleno tango                                           |

### Flexy-disc allegati a Il Musichiere
L'elenco è situato alla voce della rivista musicale Il Musichiere.

### Flexy-disc
| Numero di catalogo      | Anno di pubblicazione | Interprete                          | Titolo                             |
| ----------------------- | --------------------- | ----------------------------------- | ---------------------------------- |
| P.003                   | 1959                  | Giorgio Gaber                       | When                               |
| P.010                   | 1959                  | I Giullari e Wanna Ibba             | Diana                              |
| P.011                   | 1960                  | Anita Traversi                      | Con tutto il cuor                  |
| P.012                   | 1960                  | Anita Traversi                      | La Pioggia Cadrà                   |
| P.013                   | 1960                  | Anita Traversi                      | Buenas Noches Mi Amor              |
| P.016                   | 1960                  | Noel Harrison                       | Banana Boat                        |
| P.019                   | 1960                  | The Rocky Mountain Ol'Time Stompers | Tom Dooley                         |
| P.020                   | 1960                  | Ugo Calise                          | Vurria                             |
| P.021                   | 1960                  | Ugo Calise                          | Resta Cu'mme                       |
| P.023                   | 1960                  | Los Latinos                         | Blue Cha Cha Cha                   |
| P.025                   | 1960                  | Ugo Calise                          | Torero                             |
| P.040                   | 1960                  | The Rocky Mountain Ol'Time Stompers | Slanshea/My Old Kentucky Home      |
| P.064                   | 1960                  | I Campioni e Roby Mattano           | Io Sono il Vento                   |
| Flexy-disc pubblicitari |                       |                                     |                                    |
| Chlorodont P.1          | 1959                  | The Rocky Mountain Ol'Time Stompers | Dixie / Good Old Mountain Dew      |
| Chlorodont P.2          | 1959                  | The Rocky Mountain Ol'Time Stompers | Oh Susannah / Dance With the Dolly |
| Chlorodont P.3          | 1959                  | The Rocky Mountain Ol'Time Stompers | Jingle Bells/Swance River          |
| Chlorodont P.4          | 1959                  | The Rocky Mountain Ol'Time Stompers | Red River Valley/Home on the Range |
| Chlorodont P.5          | 1959                  | Gigi Delmo                          | Onde del Danubio                   |
| Chlorodont P.6          | 1959                  | Gigi Delmo                          | La Paloma                          |
| Chlorodont P.7          | 1959                  | Trio Surdina                        | Na Madrugada                       |
| Chlorodont P.8          | 1959                  | Trio Surdina                        | Nos Tres                           |
| Chlorodont P.9          | 1959                  | Trio Surdina                        | Fita Amarella                      |
| Chlorodont P.11         | 1960                  | Los Latinos                         | El Cuco                            |
| Chlorodont P.12         | 1960                  | Silva e Gade                        | O Feitico Virou                    |
| Chlorodont P.038        | 1960                  | Gigi Delmo                          | Magic Moments                      |

Fle